# Ugyops senescens
Ugyops senescens är en insektsart som beskrevs av William Lucas Distant 1909. Ugyops senescens ingår i släktet Ugyops och familjen sporrstritar. Inga underarter finns listade i Catalogue of Life.